# Строй 53 равных делений октавы
В музыке строй 53 равных делений октавы (сокращённо 53РДО, 53-тРТ, или 53-РТ) является темперированной шкалой, полученной делением октавы на 53 ступени равной величины. Каждый шаг, или наименьший интервал между нотами, есть частотное отношение 21/53, или 22,6415 цента.
Китайский теоретик Цзин Фан (I век до н. э.) выполнил первые известные вычисления, указывающие на важнейшие особенностей системы 53РДО. Эта шкала, также известная как шкала Меркатора, очень хороша для приближения к пифагорейскому строю. Чистый строй и натуральный звукоряд также очень хорошо приближаются этой шкалой. Величина наименьшего нотного интервала лежит между дидимовой и пифагорейской коммами. Таким образом строй 53РДО подменяет близкие по величине, но разные натуральные коммы одинаковыми темперированными и может быть назван коммотемперированным.
В Англии сохранилась энгармоническая фисгармония этого строя, изготовленная в 1872 году Т. А. Дженнингсом на Хакней Роуд в Лондоне по проекту Роберта Холфорда Макдоуэлла Бозанкета. В 2006 году инструмент был восстановлен (Пэм и Фил Флюк), и теперь он действует, но ввиду уникальности не подлежит настройке.